# Haldenlandschaft bei Dobis

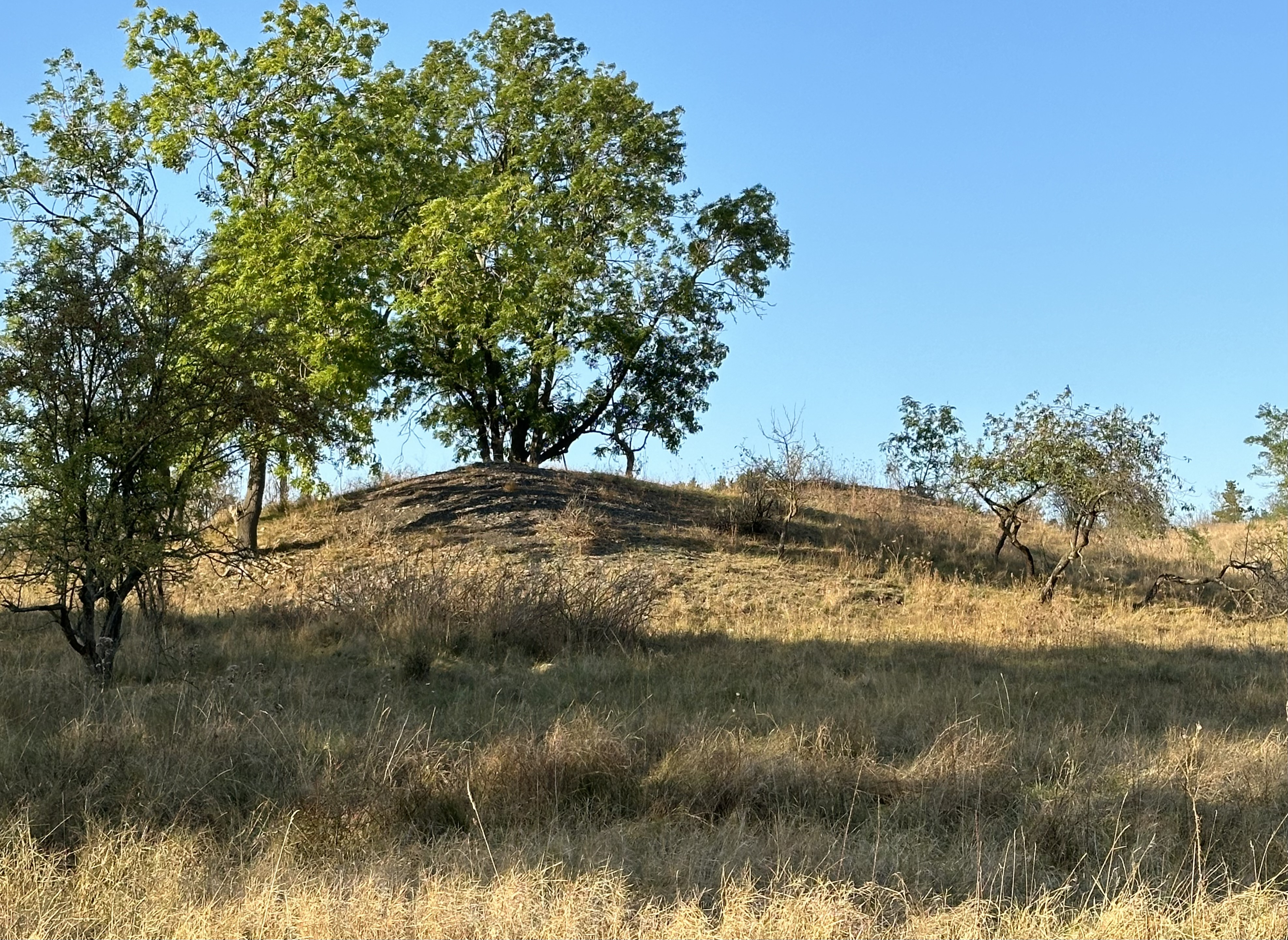
Haldenlandschaft bei Dobis, 2024

Die Haldenlandschaft bei Dobis ist eine denkmalgeschützte Landschaft mit kleinen Halden beim zur Gemeinde Wettin-Löbejün gehörenden Dorf Dobis in Sachsen-Anhalt.
Die Halden befinden sich südöstlich von Dobis, südlich der Kreisstraße K2122.
Im Bereich eines flächenhaft zutage tretenden Vorkommens von Kupferschiefer entstanden in der Zeit um 1600 kleine Halden. Die bis heute erhaltenen Erhebungen sind prägend für das Landschaftsbild und gelten als Zeugnis des Kupferschieferbergbaus der Entstehungszeit.
Im Denkmalverzeichnis des Landes Sachsen-Anhalt ist die Haldenlandschaft unter der Erfassungsnummer 094 56499 als Denkmalbereich eingetragen.